# パオロ・ゴルツ
パオロ・ドゥバル・ゴルツ（Paolo Duval Goltz, 1985年3月12日 - ）は、アルゼンチン・エントレ・リオス州アセンカンプ出身の元サッカー選手。現役時代のポジションはディフェンダー。

## 経歴
2017-18シーズンよりクルブ・アメリカから約200万ユーロの移籍金でボカ・ジュニアーズに加入し、3年契約を結ぶことが発表された。

## タイトル
ラヌース
- コパ・スダメリカーナ : 2013

クルブ・アメリカ
- リーガMX : 2014アペルトゥーラ
- CONCACAFチャンピオンズリーグ : 2014-15, 2015-16

ボカ・ジュニアーズ
- スーペルリーガ・アルヘンティーナ : 2017-18
- スーペルコパ・アルヘンティーナ : 2018